# Georg Dahlqvist

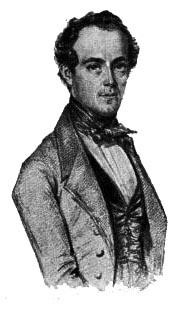
Georg Dahlqvist

Carl Georg Dahlqvist, född 22 juni 1807 i Stockholm, död där 20 september 1873, var en svensk skådespelare.

## Biografi
Dahlqvist var utomäktenskaplig son till friherre Carl Göran Danckwardt och hushållerskan Kristina Charlotta Bergqvist. Sin barndom tillbringade han i en prästgård i Östergötland.
Han sattes 1823 i lära till lärftskramhandlare i Stockholm hos J. Björck Johansson, och 1828–1831 tillstånd att sälja egna varor i dennes butik, men gjorde 1830 personlig konkurs. År 1832 blev han elev vid Operan, men utvisslades vid sin debut där 1833. Under 1833–1834 turnerade han med den av Pierre Deland ledda Svanbergs teatertrupp och gjorde sedan succé vid sin återkomst till Operan 1834, där han var anställd till 1872, från 1863 med livstidsanställning. Han ansågs vara stilig och som en stor tragediskådespelare, även om hans personlighet ibland fick honom att överdriva.

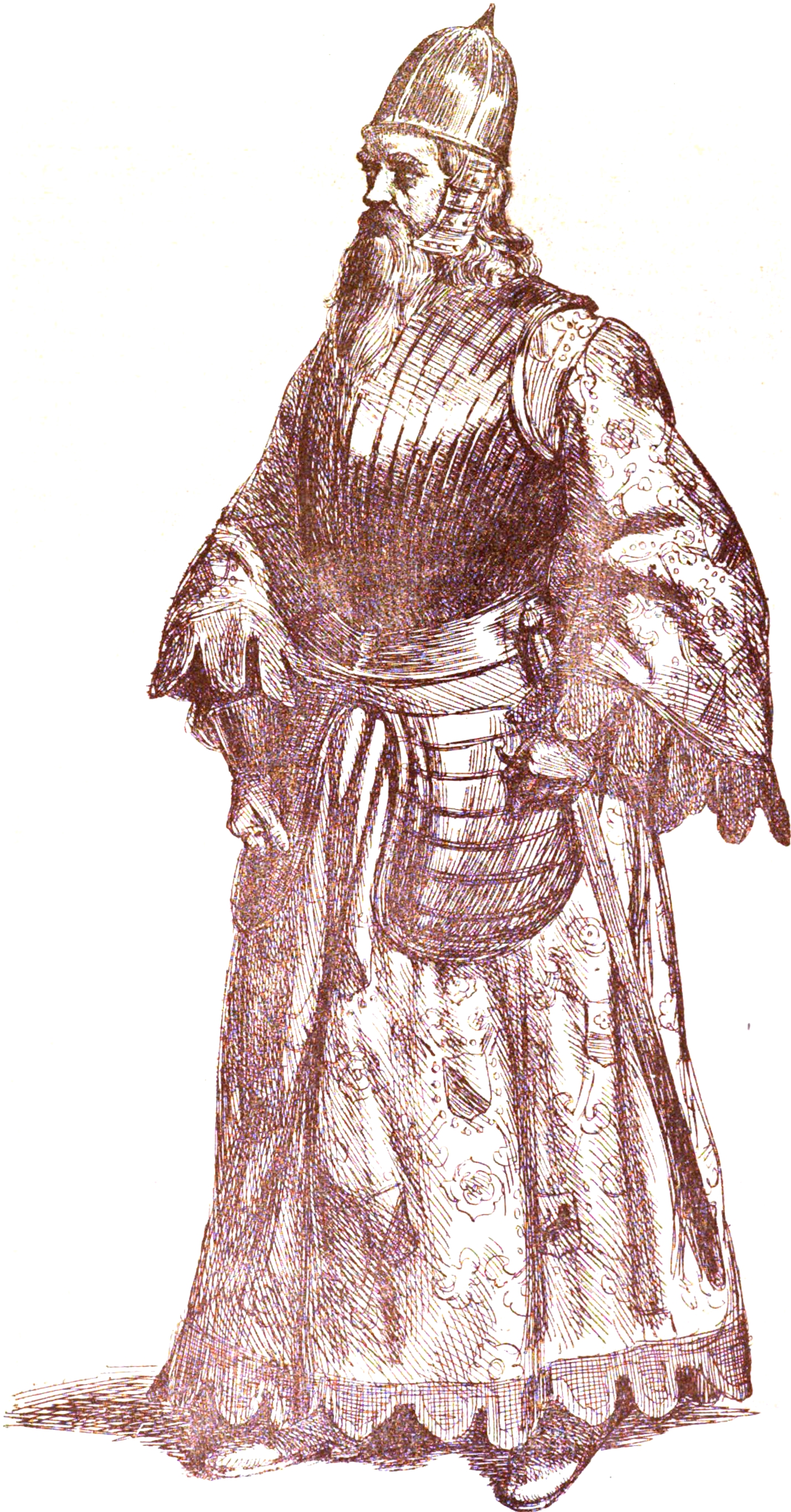
Georg Dahlqvist som Birger jarl i Frans Hedbergs Bröllopet på Ulvåsa. Teckning av Josef Wilhelm Wallander.

Bland hans roller märks Posa i Don Carlos, Franz och Carl Moor i Röfvarbandet, Torquato Tasso i Boja och krona, Vargas i Borgaren i Gent, Calvin i Fritänkaren i Genève, Axel i Axel och Valborg, Fabio Fabiani i Maria Tudor, Evelyn i Penningen, Torkel Knutsson och Birger jarl i Bröllopet på Ulvåsa, Hamlet, Wallenstein, Hernani, Hakon Jarl, Romeo, Shylock, Othello, Engelbrekt, Rafael Sanzio, Angelo Malipieri, Eugène Aram, Erik XIV, Lord Byron, m. fl. Han uppträdde även i Österrike och Tyskland under studieresor.
Bilden av Dahlqvist är i mångt och mycket färgad av den skönlitterära skildringen av honom hos August Blanche i Död och uppståndelse och En skådespelares äventyr. En hel del är dikt annat troligen autentiska uppgifter, Blanche och Dahlqvist var personliga vänner.

## Familj
Han gifte sig 1845 med Livia Myrthalie Eloqwentia Törnfelt (1825–1912). Deras dotter Greta Dahlqvist var 1864–1871 anställd vid Dramaten innan hon gifte sig med friherre Nils Albrekt Stefan von Lantingshausen von Höpken. Även dottern Siri Dahlqvist-Svanberg var verksam som skådespelare under flera år.
Georg Dahlqvist fick totalt åtta barn:
- Margaretha (Greta) Thalia Desideria, född den 25 augusti 1846
- Erik Georg Dahlqvist, född den 7 november 1847
- Livia Emilia, född den 29 maj 1850
- Siri Sofia Maria, född den 15 maj 1852
- Mathilda, född den 19 mars 1854
- Carl, född den 27 december 1856 avliden 19 januari 1857
- Anna Lovisa, född 25 november 1859

Makarna Dahlqvist är begravda på Norra begravningsplatsen utanför Stockholm.

## Teater

### Roller (ej komplett)
| År   | Roll                 | Produktion                                    | Teater                      |
| ---- | -------------------- | --------------------------------------------- | --------------------------- |
| 1842 | Fabiano Fabiani      | Maria Tudor Victor Hugo                       | Kungliga Dramatiska Teatern |
| 1842 |                      | Kotteriet Eugène Scribe                       | Kirsteinska huset           |
| 1863 | Erik Göransson Tegel | Siri Brahe och Johan Gyllenstierna Gustav III | Kungliga Dramatiska Teatern |
| 1863 | Mr Frederic Fairlie  | Den hvitklädda qvinnan Wilkie Collins         | Kungliga Dramatiska Teatern |
| 1868 | Karl Piper           | Lejonet vaknar Frans Hedberg                  | Kungliga Dramatiska Teatern |